# Граднауэр, Георг
Георг Граднауэр (нем. Georg Gradnauer; 16 ноября 1866, Магдебург — 18 ноября 1946, Берлин) — немецкий политик, юрист, редактор, государственный деятель, министр внутренних дел Саксонии (1919), председатель Совета народных депутатов Свободного государства Саксония (21 января—14 марта 1919), премьер-министр Свободного государства Саксония (14 марта 1919—4 мая 1920), министр внутренних дел Веймарской республики (10 мая—22 октября 1921). Доктор философии.

## Биография
Родился в ассимилированной еврейской купеческой семье в Магдебурге. Изучал литературу, историю и философию в университетах Женевы, Берлина, Марбурга и Галле. В 1889 году получил степень доктора философии, защитив диссертацию о французском политике Оноре Габриэле де Рикети, графе де Мирабо (1749–1791).
В октябре 1890 года стал членом Социал-демократической партии Германии.
Занялся журналистикой, работал редактором «Sächsische Arbeiterzeitung» («Саксонская рабочая газета»), с которой сотрудничал Ф. Энгельс. В 1896—1905 годах редактировал в Берлине газету Социал-демократической партии Германии «Форвертс», затем до 1918 года — газету «Dresdner Volkszeitung» в Дрездене.
В 1898—1906 и 1912—1918 годах был членом Рейхстага Германской империи.
Во время и после Ноябрьской революции в Германии активно участвовал в государственной деятельности. В 1918—1919 годах — министр юстиции Саксонии.
В 1919 году — министр внутренних дел Саксонии.
С 21 января по 14 марта 1919 года — председатель Совета народных депутатов Свободного государства Саксония.
14 марта 1919 года стал премьер-министром Свободного государства Саксония (до мая 1920).
С 10 мая по 22 октября 1921 года занимал пост министра внутренних дел Веймарской республики.
В 1921—1932 годах — посланник правительства Саксонии в Берлине.
После прихода к власти в Германии нацистов в 1933 году был арестован, но вскоре освобождён. В 1944 году снова арестован.
С 21 января 1944 года по 8 мая 1945 года — узник концентрационного лагеря Терезиенштадт.
В конце жизни стал членом Социалистической единой партии Германии.